# Dsmitryj Hantscharuk
Dsmitryj Hantscharuk (belarussisch Дзмітрый Ганчарук, engl. Transkription Dzmitry Hancharuk; * 17. Juli 1970) ist ein belarussischer Kugelstoßer.
Bei den Leichtathletik-Weltmeisterschaften 1995 in Göteborg wurde er Achter und bei den Olympischen Spielen 1996 in Atlanta Neunter. Bei den Weltmeisterschaften 1997 in Athen und 2001 in Edmonton schied er in der Qualifikation aus.
Insgesamt wurde er viermal nationaler Meister (1994, 1996, 1997, 2003).
Dsmitryj Hantscharuk ist 1,95 m groß und wiegt 98 kg.

## Persönliche Bestleistungen
- Kugelstoßen: 20,33 m, 22. Juli 1995, Minsk
  - Halle: 20,23 m, 30. Januar 2004, Minsk